# Ахмет Зеки Велиди
Зеки Велиди Тоган (на башкирски: Әхмәтзәки Әхмәтшаһ улы Вәлиди) е башкирски историк, тюрколог и лидер на башкирското революционно-освободително движение, доктор по философия (1935), професор, почетен доктор на Манчестърския университет (1967).

## Биография
Зеки Велиди Тоган е роден на 10 декември 1890 г. в село Кузяново в Стерлитамакски уезд, Уфимска губерния (дн. Ишимбайски район, Башкортостан).
От 1912 до 1915 г. Велиди преподава в медресето в Казан, а от 1915 до 1917 г. е член на бюрото, подкрепящо мюсюлманските депутати в Държавната дума. През 1917 г. той е избран да участва в Милет Межлесе и заедно с Шериф Манатов организира Башкирския съвет по време на събранието. По време на башкирския конгрес в Оренбург през декември 1917 г. той обявява автономна Башкирия. Въпреки това е арестуван на 3 февруари 1918 г. от съветските власти. През април 1918 г. успява да избяга и се присъединява към силите, противопоставящи се на болшевиките.
През 1918 и 1919 г. башкирските войски на Велиди първо се бият под командването на атаман Александър Дутов, след това под ръководството на адмирал Колчак срещу болшевишките сили. След като РСФСР обещава автономия на башкирите, Велиди преминава на тяхна страна и се сражава заедно с болшевиките.
От февруари 1919 г. до юни 1920 г. Велиди е председател на Башревкома (Башкирски революционен комитет). Той присъства на Конгреса на народите на Изтока, проведен в Баку през септември 1920 г., където участва в изготвянето на устава на „Ерк“, мюсюлманска социалистическа организация. Чувствайки, че болшевиките не са спазили обещанията си, той става все по-критичен към тях, когато се премества в Централна Азия.
В Туркестан Велиди става лидер на басмачество. От 1920 до 1923 г. е председател на Националния съюз на Туркестан. През април 1923 г. Велиди е част от делегация до британското посолство в Машхад, която иска подкрепа за басмачите; това искане е посрещнато със скептицизъм от британските служители.
През 1923 г. Валиди емигрира, след като открива оригинални ръкописи на Ахмад ибн-Фадлан в Иран.
От 1925 г. живее в Турция и е назначен за катедра по турска история в Истанбулския университет през 1927 г. Въпреки това неговите противоречиви възгледи, критикуващи тезата за турската история на Първия турски езиков конгрес през 1932 г., го принуждават да потърси убежище във Виена. През 1935 г. получава докторска степен по философия от Виенския университет. След това става професор в университета в Бон (1935 – 1937) и университета в Гьотинген (1938 – 1939). На 3 май 1944 г. се провеждат протести в подкрепа на Нихал Ациз, който е съден и на 9 май той е задържан заедно с други пантюркисти като Алпарслан Тюркеш, Нихал Ациз и Реха Огуз Тюркан. През март 1945 г. е осъден на 10 години каторга. По време на процеса Велиди е обвинен, че е бил председател на „Гюрем“, организация, целяща формирането на военен съюз с Нацистка Германия, за да освободи тюркския народ, живеещ в Съветския съюз. През 1947 г. повторен процес завършва с освобождаването на всички обвиняеми. През 1953 г. Велиди става организатор на İslam Tetkikleri Enstitüsü (Институт за ислямски изследвания) към Истанбулския университет. През 1967 г. получава почетна докторска степен от Манчестърския университет. По същото време той участва в Енциклопедията на тюркските народи. Статиите му за културата, езика и историята на тюркските народи са преведени на много езици.

### Възгледи
Велиди е тюркист и защитник на премахването на персийското културно влияние в тюркския свят, като става влиятелен в популяризирането на това в джадидското движение. Според него тюркските народи са станали „затворени в цивилизацията на иранците“, и критикува речта и литературата на хората от градовете Бухара, Фергана и Хива за това, че са смесени с персийски думи и изрази. Той вярва, че персийското влияние трябва да бъде премахнато, за да могат тюркските народи да намерят свое собствено „национално духовно богатство“.